# 奧氏美洲鱥
奧氏美洲鱥（學名：Notropis ortenburgeri），為輻鰭魚綱鯉形目雅羅魚科的其中一種，分布於北美洲美國阿肯色州西南部與奧克拉荷馬州東部中的阿肯色河與紅河流域，本魚呈長橢圓形且側扁，眼大、口近下位，體呈銀色，體長可達5.5公分，棲息水質清澈、岩石底質的溪流底中層水域，生活習性不明。